# 軒猿
軒猿（のきざる）とは、戦国時代に活動したとされる忍者の呼び名のひとつ。

## 概要
伊賀の藤林左武次保武が著した忍術書『万川集海』において、日本の忍びの呼び名のひとつとして「簷猿（のきざる）」が挙がり、「軒下に猿のように潜んで敵の内証を探る役」と説明されているが、同時に同書で扱う忍びとは別のものとも書かれている。
また、『北条記』に、小田原の由井源蔵（北条氏照）の配下である横江忠兵衛と大橋山城守が、北条方の軒猿として名前が挙げられている。
戸部新十郎の著作をはじめ、忍者の解説書ではしばしば中国の公孫軒轅（黄帝）が「軒猿」の由来と説明されている。これは、『万川集海』や『正忍記』などの忍術書において、黄帝の時代に忍術が盛んに行われたと書かれていることが論拠だが、これらの忍術書に「軒轅」が軒猿の由来だと書かれているわけではない。

## 上杉方の忍者
火坂雅志の『軒猿の月』をはじめ、歴史小説などでは越後の上杉氏に仕えた忍者集団の呼称とされることが多い。
ただし、『 川中島五戦記』、『 上杉三代日記』、『 越後軍記』などの上杉謙信の事績を中心的に扱う軍記物に登場する上杉方の忍者は、「夜盗組」「伏齅」「聞者役」と呼ばれていて、「軒猿」「担猿」などの言葉は出てこない。また、敵方の真田氏の関連史料である『一徳斎殿御事蹟稿』にも「越後方夜盗組の物聞共」という一文がある。

## 関連作品
- 軒猿 (漫画) - 薮口黒子による日本の漫画作品。『月刊ヤングジャンプ』（集英社）にて、2008年7月号より最終号（2010年9月号）まで連載、全5巻。